# Cheilotrichia affinis
Cheilotrichia affinis är en tvåvingeart som först beskrevs av Paul Lackschewitz 1927.  Cheilotrichia affinis ingår i släktet Cheilotrichia och familjen småharkrankar. Inga underarter finns listade i Catalogue of Life.